# Hildoceras
Hildoceras – rodzaj głowonogów z wymarłej podgromady amonitów, z rzędu Ammonitida.
Żył w okresie późnej jury (toark - aalen). Jego skamieniałości znaleziono w Europie i w Japonii.